# Lobulogobius morrigu
Lobulogobius morrigu é uma espécie de peixe da família Gobiidae e da ordem Perciformes.

## Morfologia
- Os machos podem atingir 3,1 cm de comprimento total.[4]

## Habitat
É um peixe marítimo, de clima tropical e demersal que vive entre 28–72 m de profundidade.

## Distribuição geográfica
É encontrado no Mar de Arafura.

## Observações
É inofensivo para os humanos.